# Rufino Requejo
Rufino Requejo Martín (13 de marzo de 1949, Herrera de Pisuerga, Palencia, España) es un exfutbolista español que jugaba como delantero. 

## Carrera

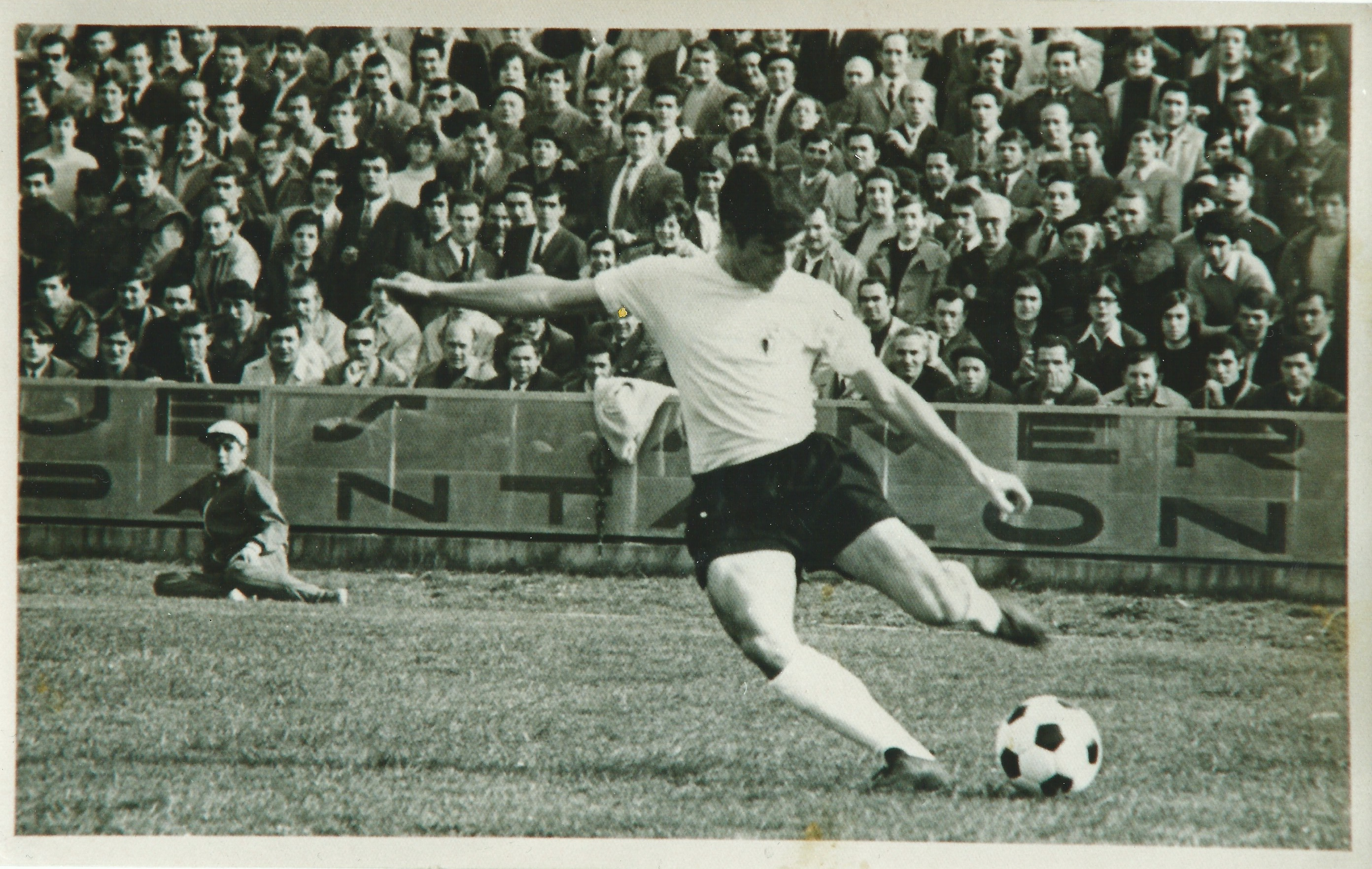

Formado en clubes de su tierra, donde se enfrentó en alguna ocasión a Vicente del Bosque, Rufino Requejo debutó en 2ª División en la temporada 67-68 con el Burgos C.F.. En la siguiente temporada pasó al primer equipo, aunque no fue hasta la temporada 69-70 cuando se asentó como titular jugando 32 partidos como titular y anotando 11 goles. A continuación, en la temporada 70-71 consiguió ascender con su equipo por primera vez en la historia, teniendo la oportunidad de debutar en 1ª División y ser el primer jugador en marcar un gol en la categoría con la camiseta blanca. Finalmente, al descender el Burgos C.F. en la temporada 72-73 abandonó el club.
El siguiente destino de Rufino Requejo fue el C.D. Málaga (1ª División), donde vivió una época de equipo ascensor descendiendo en dos ocasiones (74-75 y 76-77) y ascendiendo otra (75-76). Al finalizar la temporada 77-78 sin conseguir el ascenso abandonó La Rosaleda.
Rufino Requejo firmó por el Deportivo Alavés (2ª), donde permaneció dos temporadas. Finalmente, en 1980 fichó por el C.D. Mirandés (2ªB), retirándose tras el descenso del equipo jabato en la temporada 81-82.

## Clubes
| Club             | País   | Año       |
| ---------------- | ------ | --------- |
| Burgos C.F.      | España | 1967-1973 |
| C.D. Málaga      | España | 1973-1978 |
| Deportivo Alavés | España | 1978-1980 |
| C.D. Mirandés    | España | 1980-1982 |

## Internacionalidades
No llegó a debutar con la selección española de fútbol absoluta,  aunque estuvo en los planes del seleccionador español Ladislao Kubala participando en varias concentraciones de la selección absoluta. Si participó en las categorías inferiores de la selección Española, concretamente en la selección olímpica donde disputó varios encuentros.